# Међународно кривично право
Међународно кривично право је релативно нова грана права која обухвата међународноправне аспекте кривичног права, кривичноправне аспекте међународног јавног права као и супранационално кривично право које је тек у настајању.

## Развој
Прави развој међународног кривичног права започиње тек после Првог светског рата. До тада је углавном било сматрано делом међународног права и било спорадично регулисано у различитим конвенцијама, споразумима и обичајима. Велика препрека развоју оваквог права било је и схватање да појединци не могу бити субјекти међународног права.
Велики значај има члан 227 Версајског мировног уговора којом је било предвиђено суђење немачком цару Вилхелму II због повреде међународних обавеза током ратних сукоба. Иако до овога никада није дошло, овај случај има принципијелни значај и отвориће пут за каснија суђења.
Институционализовани настанак међународног кривичног права везује се за Нирнбершки и Токијски трибунал, на којима је, у оквирима ad hoc трибунала, било суђено немачким и јапанским званичницима за злочине учињене током Другог светског рата. На основу суђења у Нирнбергу настаће Нирнбершки принципи који представљају корен међународног кривичног права данас.
Међутим, иако су процеси у Нирнебргу и Токиу пружили основ за развој система суђења за дела забрањена међународним кривичним правом, тек са појавом ad hoc трибунала за бившу Југославију (1993) и Руанду (1994), започиње експанзија и потпуно стварање нове гране права - међународног кривичног права.
Данас, поред поменута два трибунала, реалну улогу у примени међународног кривичног права има неколико ad hoc (за Камбоџу, Сијеру Леоне, Косово, Либан) и један стални Међународни кривични суд.

## Међународно кривично право данас
Постојање ове гране права данас везује се углавном за Међународни кривични суд, чији је настанак означио стварање органа који на редовној основи има задатак да примењује правила међународног кривичног права. Судбина овог суда није још увек извесна јер многе земље још увек нису прихватиле његову надлежност, а сам суд је тек недавно започео своје прво суђење.

## Начела међународног кривичног права
Основна начела међународног кривичног права слична су основним начелима кривичног права и обухватају:
- начело законитости
- начело легитимности
- начело индивидуалне субјективне одговорности
- начело солидарности и узајамног поверења међу државама
- начело хуманости
- начело праведности и сразмерности

## Извори међународног кривичног права
Извори међународног кривичног права обично се деле на међународне и националне. У области међународних најзначајнији су међународни уговори, уз известан значај обичајног права, општих принципа и судске праксе. Код националних извора најзначајнији су кривични закони (у Србији Кривични законик Србије).